# Театр на Джон-стрит
Театр на Джон-стрит — театр, существовавший на улице Джон-стрит в Нижнем Манхэттене во второй половине XVIII века.
Театр был основан английским актёром Дэвидом Дугласом (англ. David Douglass, ок. 1720—1786), поселившимся на Ямайке в 1750 году. Там он познакомился с руководителем гастролирующей труппы Льюисом Халламом (англ. Lewis Hallam, ок. 1714—1756). Вскоре после смерти Халлама Дуглас поженился на его вдове. Они стали вместе руководить труппой Халлама, получившей название «Американская Труппа» (англ. American Company) Труппа гастролировала по всей стране, и в местах её выступлений возводились временные театры. Так, два временных театра были возведены в Нью-Йорке, третий же, открытый 7 декабря 1767 года на улице Джон-стрит на месте нынешних домов 15—21, стал первым постоянным театром в этом городе.
Здание было построено по образцу постоянного театра Садэрк (англ. Southwark Theatre) в Филадельфии, возведённому десятью годами ранее. Филадельфийский театр был первым постоянным театром в стране и, в свою очередь, строился по принципу лондонских театров. Театр на Джон-стрит отстоял от улицы на 18 метров, подход к нему был выложен необработанным деревом. Артистические комнаты и гримёрные находились в торце здания. Изображений фасада театра не сохранилось, однако драматург Уильям Данлап описал здание театра как «неприглядное деревянное строение, выкрашенное красным цветом».
Театр открылся постановкой комедии Уловки кавалеров. 29 мая 1769 года в спектакле «Замо́к» (англ. The Padlock) актёр Льюис Халлам младший исполнил роль Мунго, нетрезвого чернокожего матроса. Использованный им грим блэкфейс стал впоследствии пользоваться большой популярностью. В 1774 году из-за постановления Первого Континентального конгресса, запрещавшего постановку спектаклей, труппа временно прекратила выступления и переехала в Вест-Индию. С приходом в 1777 году во время Войны за независимость в город британцев театр был переименован в «Королевский театр» (англ. Theatre Royal). Спектакли в нём возобновились. В 1783 году, после освобождения города, в театр вернулась прежняя труппа. В этот период среди покровителей театра были Джордж Вашингтон и Джон Адамс. В 1792 году в театр пришёл актёр Джон Ходжкинсон (англ. John Hodgkinson), вскоре ставший очень популярным. В 1794 году он возглавил труппу. Тем временем, здание театра начало приходить в негодность, и в 1795 году его руководство решило возвести новое здание, на Парк-Роу. Переезд состоялся в 1798 году, тогда же было снесено и здание на Джон-стрит.